# Pháp Luật Thành phố Hồ Chí Minh (báo)
Pháp Luật Thành phố Hồ Chí Minh là một nhật báo trực thuộc Ủy ban nhân dân Thành phố phát hành bản in giấy đầu tiên vào ngày 17 tháng 9 năm 1990, tiền thân trước đây là Bản tin Tư pháp TP.HCM ra mắt trong năm 1982 dưới hình thức một tờ thông tin nội bộ. Ấn phẩm sau đó chính thức trở thành tuần báo theo Giấy phép số 231/BTT do Bộ Thông tin và Truyền thông cấp ngày 6 tháng 4 năm 1990.

## Lịch sử

Một cuộc họp tại văn phòng Báo Pháp Luật vào năm 2018.

Năm 1982, Ủy ban nhân dân Thành phố Hồ Chí Minh ra quyết định thành lập Sở tư pháp, đồng thời phát hành Bản tin Tư pháp để lưu hành trong ngành. Đến tháng 4 năm 1990, Bộ Thông tin chính thức cấp giấy phép xuất bản cho tuần báo.
Trong tháng 3 năm 2002, mỗi tuần báo phát hành hai kỳ và đến tháng 9 thì tăng lên bảy kỳ. Năm năm sau, Ủy ban Nhân dân Thành Phố ra quyết định số 669/QĐ-UB để chuyển Tuần báo Pháp luật thành Báo Pháp luật Thành phố Hồ Chí Minh nằm dưới sự điều hành của Sở Tư pháp. Cũng trong khoảng thời gian này, ấn phẩm tăng lượng xuất bản lên mỗi ngày, đồng thời hòa mạng trang tin trực tuyến tại địa chỉ phapluattp.com.vn.
Năm 2009, Pháp Luật Online cho ra mắt chuyên mục tư vấn thuế miễn phí nhằm cập nhật các luật theo văn bản hiện hành. Sáu năm sau, tờ báo ra công cáo thay đổi tên miền điện tử sang plo.vn. Đến năm 2021, ấn phẩm truyền thông được Ủy ban nhân dân Thành phố Hồ Chí Minh quản lý.